# Морнарички истражитељи (11. сезона)
Једанаеста сезона амерички полицијо-процедуралне драме Морнарички истражитељи је емитована од 24. септембра 2013. до 13. маја 2014. године на каналу ЦБС у истом термину као и претходне сезоне, уторком у 20 часова. Посебна агенткиња Зива Давид (Коте де Пабло) одлази током сезоне са последњим појављивањем у епизоди „Прошлост, садашњост и будућност“. Епизода „Град полумесеца (1. део)“ која је емитована 25. марта 2014. послужила је као први од два дела пробне епизоде за други огранак серије Морнарички истражитељи под називом Морнарички истражитељи: Нови Орлеанс са седиштем у Новом Орлеансу.

## Опис
Коте де Пабло је напустила главну поставу након епизоде "Прошлост, садашњост, будућност". Емили Викершом је унапређена у главну поставу у епизоди "Ланчана реакција" након гостовања од епизоде "Провера храбрости".

## Улоге

### Главне
- Марк Хармон као Лерој Џетро Гибс
- Мајкл Ведерли као Ентони Динозо мл.
- Коте де Пабло као Зива Давид (Епизоде 1-2)
- Поли Перет као Ебигејл Шуто
- Шон Мареј као Тимоти Мекги
- Брајан Дицен као Џејмс Палмер
- Емили Викершом као Еленор Бишоп (Епизоде 12-24)
- Роки Керол као Леон Венс
- Дејвид Мекалум као др. Доналд Малард

### Епизодне
- Емили Викершом као Еленор Бишоп (Епизоде 9-11)

## Епизоде
| Бр. у серији | Бр. у сезони | Назив                                     | Редитељ           | Сценариста                                                            | Пpемијерно емитовање | Пpод. код | Бр. гледалаца у милионима |
| --- | ------------ | ----------------------------------------- | ----------------- | --------------------------------------------------------------------- | -------------------- | --------- | ------------------------- |
| 235 | 1            | "Виски, танго, Фокстрот (8. део)"         | Тони Вармби       | Гери Гласберг                                                         | 24. септембар 2013.  | 1101      | 20.02                     |
| Бомба је експлодирала у хотелу и убила је секретара морнарице Клејтона Џарвиса и ранила Тома Мороуа, а екипа МЗИС-а открива да неко покушава да их уклони једног по једног. Гибс одлази у Техеран да се нађе са доушником док Тони резервише лет за Тел Авив да би био са Зивом. Спремио се да крене кад га је напао снајпериста. Макги покушава да реши тајну порекла бомбе. |              |                                           |                   |                                                                       |                      |           |                           |
| 236 | 2            | "Прошлост, садашњост, будућност (9. део)" | Џејмс Вајтмор мл. | Синопис: Скот Вилијамс и Ђина Лучита Монтреал Сценарио: Гери Гласберг | 1. октобар 2013.     | 1102      | 19.98                     |
| Гибс и екипа настављају да лове Бенама Парсу и његов ланац терориста док Тони одлази у Израел да пронађе Зиву. Последња стална појава Зиве Давид. |              |                                           |                   |                                                                       |                      |           |                           |
| 237 | 3            | "Под радаром"                             | Денис Смит        | Џорџ Шенк и Френк Кардеа                                              | 8. октобар 2013.     | 1103      | 18.33                     |
| Екипа мора да тражи помоћ твитераша да би нашла несталог војног поручника. |              |                                           |                   |                                                                       |                      |           |                           |
| 238 | 4            | "Анониман је била жена"                   | Теренс О’Хара     | Стивен Д. Бајндер                                                     | 15. октобар 2013.    | 1104      | 18.83                     |
| Након открића склоништа за Авганистанке које је агент Мајк Френкс подржавао годинама, Гибс и Макги путују у Авганистан да истраже. |              |                                           |                   |                                                                       |                      |           |                           |
| 239 | 5            | "Некадашњи лопов"                         | Арвин Браун       | Кристофер Силбер                                                      | 22. октобар 2013.    | 1105      | 18.99                     |
| Динозо се враћа у дане кад је био детектив у Балтиморском полицијском одељењу кад је видео осумњиченог из случаја од пре 15 година на месту злочина убијеног подофицира. |              |                                           |                   |                                                                       |                      |           |                           |
| 240 | 6            | "Уље и вода"                              | Томас Џ. Врајт    | Џенифер Корбет                                                        | 29. октобар 2013.    | 1106      | 19.30                     |
| Експлозија на танкеру спаја МЗИС са Истражном службом обалске страже (ИСОС), тачније са агентом ИСОС-а Ебигејл "Еби" Борин. У међувремену, тајанствени шаљивџија циља екипу МЗИС-а и нико није сигуран од тад. |              |                                           |                   |                                                                       |                      |           |                           |
| 241 | 7            | "Бољи анђели"                             | Тони Вармби       | Ђина Лучита Монтреал                                                  | 5. новембар 2013.    | 1107      | 19.18                     |
| Екипа долази да истражи смрт војника који је изглед убијен док је покушавао да спречи покушај пљачке. |              |                                           |                   |                                                                       |                      |           |                           |
| 242 | 8            | "Алиби"                                   | Холи Дејл         | Џорџ Шенк и Френк Кардеа                                              | 12. новембар 2013.   | 1108      | 19.37                     |
| Екипа креће да истражи смртоносну саобраћајну несрећу код Квантика. Главни осумњичени има покриће које не жели да открије МЗИС-у јер је у то време убијао неког другог. |              |                                           |                   |                                                                       |                      |           |                           |
| 243 | 9            | "Провера храбрости"                       | Денис Смит        | Кристофер Џ. Вејлд                                                    | 19. новембар 2013.   | 1109      | 19.66                     |
| За секретара морнарице је откривено да је озвучен током поверљивог састанка, а екипа ради са аналитичарком СДБ-а Еленор "Ели" Бишоп да пронађе особу која је одговорна. Прва појава Еленор Бишоп. |              |                                           |                   |                                                                       |                      |           |                           |
| 244 | 10           | "Ђавоље тројство"                         | Арвин Браун       | Стивен Д. Бајндер                                                     | 10. децембар 2013.   | 1110      | 19.30                     |
| Екипа истражује смрт војника и открива везу између Дајен Стерлинг, Гибсове и бивше жене Тобијаса Форнела. Агенткиња СДБ-а Еленор Бишоп се бори да се прилагоди као члан екипе МЗИС-а. |              |                                           |                   |                                                                       |                      |           |                           |
| 245 | 11           | "Носталгија"                              | Теренс О’Хара     | Скот Вилијамс                                                         | 17. децембар 2013.   | 1111      | 19.65                     |
| Празнично расположење је прекинуто кад је екипа МЗИС-а позвана у Војно-медицински истраживачки центар и ЦУБП да истражи могући биотерористички напад кад је осморо деце из војних породица пребачено на интензивну негу са сличним симптомима. Екипа открива да то није намерни напад, него да је службеник који се враћао био преносник ретке афричке болести, која лако може да се излечи. Венса посећује његов отуђени таст, кога мрзи јер је оставио Џеки кад је била мала. Ипак, Венс се на крају предомислио и дозволио тасту да види унуке. |              |                                           |                   |                                                                       |                      |           |                           |
| 246 | 12           | "Ланчана реакција (10 део)"               | Џејмс Вајтмор мл. | Кристофер Силбер                                                      | 7. јануар 2014.      | 1112      | 20.84                     |
| За украдену беспилотну летелицу је откривено да је повезана са терористом Бенаном Парсом, терајући МЗИС да удружи снаге са Министарством одбране што доводи екипу поново у спој са поручницом-пуковницом Холис Ман, која је Гибсова бивша девојка. Као такви, обе екипе морају да пронађу и врате уређај пре него што буде искоришћен за већи напад. Док се то дешава, Макги се бори са тим да пита за слободне дане да би могао да присуствује гала додели црног појаса његовој девојци. |              |                                           |                   |                                                                       |                      |           |                           |
| 247 | 13           | "Врати се назад (11. део)"                | Тони Вармби       | Ђина Лучита Монтреал                                                  | 14. јануар 2014.     | 1113      | 19.72                     |
| У покушају да нађу терористу Парсу, Гибс и екипа проналазе једног од Парсиних људи користећи доказе из крађе беспилотне летелице из епизоде "Ланчана реакција" док се Мекги остао да се бори да би превазишао оно што се десило на вечери гала доделе црног појаса. Док екипа омањује да ухвати Парсу, они добијају траг о томе где би могао да буде. |              |                                           |                   |                                                                       |                      |           |                           |
| 248 | 14           | "Чудовишта и људи (12. део)"              | Денис Смит        | Џенифер Корбет                                                        | 4. фебруар 2014.     | 1114      | 19.53                     |
| Убиство лучког радника открива могућност где би Парса могао да буде, док екипа наставља свој безуморни лов. У међувремену, Бишопова открива своју прошлу сарадњу са терористом. |              |                                           |                   |                                                                       |                      |           |                           |
| 249 | 15           | "Панцир"                                  | Лесли Либмен      | Кристофер Џ. Вејлд                                                    | 25. фебруар 2014.    | 1115      | 17.03                     |
| Екипа истражује судар и ускоро открива панцире повезане са војском Сједињених Држава, али истрага добија преокрет када Ебина провера покаже да су наводно сигурни панцири лоши. |              |                                           |                   |                                                                       |                      |           |                           |
| 250 | 16           | "Обучен да убије"                         | Томас Џ. врајт    | Џорџ Шенк и Френк Кардеа                                              | 4. март 2014.        | 1116      | 17.85                     |
| Након што се састао са оцем, Динозом се сукобљава са човеком у војној одори. Човек почиње да бежи, а Динозо га прати и упуца. Једини сведок је Динозов отац. |              |                                           |                   |                                                                       |                      |           |                           |
| 251 | 17           | "Мач и зид"                               | Арвин Браун       | Стивен Д. Бајндер                                                     | 18. март 2014.       | 1117      | 17.11                     |
| Звучници су експлодирали у гардероби војног добротворног пријема, али екипа схвата да је неко други мета кад су пронађени гелери из Другог светског рата из бојеве главе 24 и да се експлозија десила раније него што је подешено. У међувремену, Џими Палмер се спрема да постане отац, а Тони добија нежељени задатак од оца. |              |                                           |                   |                                                                       |                      |           |                           |
| 252 | 18           | "Град полумесеца (1. део)"                | Џејмс Вајтмор мл. | Гери Гласберг                                                         | 25. март 2014.       | 1118      | 17.52                     |
| Конгресмен је пронађен убијен у Новом Орлеансу, а Гибс и његов тим удружују снаге са Форнеловим тимом и тимом из тамошњег МЗИС-овог одељења. Гибс се поново састаје са својим дугогодишњим другом, специјалним агентом МЗИС-а Двејном Касијусом Прајдом. Зато, Гибс и Еленор путују у Нови Орлеанс, а Динозо и Мeкги остају у Вашингтону да раде на случају са Форнелом. Ствари брзо постају личне јер је конгресмен био бивши агент МЗИС-а, а његово убиство је можда повезано са једним старим случајем. Епизода се завршава када Гибс, Прајд и агенти Мередит Броди и Кристофер Ласејл стоје на тргу док из хотелске собе непознати убица фотографише тим и Гибса и Прајда. |              |                                           |                   |                                                                       |                      |           |                           |
| 253 | 19           | "Град полумесеца (2. део)"                | Тони Вармби       | Гери Гласберг                                                         | 1. април 2014.       | 1119      | 17.16                     |
| Још једна жртва је пронађена, мртва бар две недеље. Грло му је пресечено челичном оштрицом, а гориво за авионе је нађено код трагова гума близу његовог тела. Еби зове Гибса и говори му да је гориво из авиона исто као и гориво које је пронађено на колима убијеног агента Дојла. Осумњичени, за кога се верује да је заокупљен конгресменом Меклејном и случајем Првенственог убице, је такође пронађен мртав. Гибс и Прајд проналазе убицу, сина Меклејновог сарадника, Спенсера Хенлона у војној кафани близу гробља, након што се Гибс сетио да је креч пронађен на Дојловим колима. Гибс и Прајд касније убијају Хенлона који је покушао да убије подофицирку Карлу Мид. Након што су решили случај, Прајд и његов тим добијају још један случај, Гибс чека Бишопову да би се вратили кући у Вашингтон, а Мередит Броди постаје трајни члан екипе МЗИС-а из Новог Орлеанса. |              |                                           |                   |                                                                       |                      |           |                           |
| 254 | 20           | "Страница није пронађена"                 | Теренс О’Хара     | Кристофер Џ. Вејлд                                                    | 8. април 2014.       | 1120      | 17.39                     |
| Кад је Дилајла пронашла шифровану е-пошту у вези убиства војника у Будимпешти, наређено јој је да то игнорише, али уместо тога она се обраћа Гибсу и МЗИС започиње истрагу. Екипа схвата да има нешто више у случају кад агент ЦИА-е почне да их прати. Мекги хоће да помери своју везу са Дилајлом корак даље и моли је да се усели код њега. |              |                                           |                   |                                                                       |                      |           |                           |
| 255 | 21           | "Наводно"                                 | Арвин Браун       | Скот Вилијамс                                                         | 15. април 2014.      | 1121      | 17.12                     |
| Силовање војникиње је обелодањено кад је један њен колега случајно убијен у кафани. Испада да је њен извршни официр одговоран за њено и још неколико силовања. |              |                                           |                   |                                                                       |                      |           |                           |
| 256 | 22           | "Стрелац"                                 | Денис Смит        | Џорџ Шенк и Френк Кардеа                                              | 29. април 2014.      | 1122      | 17.25                     |
| Војни фотографа који је нестао пре него што је требало да сведочи на војном суду је пронађен мртав наводно предозиран. Екипа се суочава са ситуацијом ветерана бескућника коју је фотограф бележио. Еби одлучује да помогне бескућници да се повеже са својом породицом. |              |                                           |                   |                                                                       |                      |           |                           |
| 257 | 23           | "Адмиралова ћерка"                        | Џејмс Вајтмор мл. | Кристофер Силбер и Стивен Д. Бајндер                                  | 6. мај 2014.         | 1123      | 15.88                     |
| Тони је добио задатак да прати Аманду, ћерку потпредседника војне мисије из Марсеја због њених екстравагнтних журки, али кад је дошао у тамошње одељење МЗИС-а, он затиче све запослене и агенте мртве, а онда он и Аманда почињу да беже од одметнуте француске полицајке. Код куће екипа ради на наизглед неповезаном случају леша пронађеног у септичкој јами у Норфолку повезаног са Амандиним оцем. Ствари постају сложене кад Тони открије да су Амандине журке параван за рад са Тајном службом за одбрану. |              |                                           |                   |                                                                       |                      |           |                           |
| 258 | 24           | "Част оца"                                | Тони Вармби       | Гери Гласберг и Ђина Лучита Монтреал                                  | 13. мај 2014.        | 1124      | 16.95                     |
| Екипа истражује одбегле са војног пловила које је служило као поверљиви затвор за откривене терористе. Специјални агент Гибс сазнаје да му је отац умро од можданог удара. |              |                                           |                   |                                                                       |                      |           |                           |

## Снимање
Дана 1. фебруара 2013. ЦБС је обновио серију Морнарички истражитељи за ову сезону. Истог датума Марк Хармон је продужио уговор у серији новим „вишегодишњим уговором“ са ЦБС-ом. Објављено је 10. јула 2013. да је Коте де Пабло која игра Зиву Давид одлучила да се не врати у једанаесту сезону као чланица главне поставе. Појавиће се у довољно епизода да затвори причу свог лика. Због де Паблоиног одласка, директор серије Гери Гласберг је морао да промени своју планирану причу за 11. сезону. „Неко ме је питао да ли сам планирао ово, али заиста нисам тако да сам у суштини оног тренутка када је ово постало стварно ја морао да избацим много тога што сам планирао да урадим и да почнем од нуле“. Гласберг је изјавио да ће се у Зивиној улози мењати ликови.
Тема сезоне је „откључавање утвара“, како фигуративно тако и дословно, према Гласбергу. Биће представљен „прилично занимљив противник“ о теми и „који ће проћи кроз сезону“.

### Избор глумаца
Колин Хенкс се вратио на почетку сезоне као истражитељ Министарства одбране Ричард Парсонс, лик уведен на крају десете сезоне док се Марина Сиртис вратила у другој епизоди као директорка Мосада Орли Елбаз. Џо Спано је такође поновио своју улогу старијег агента ФБИ-ја Тобијаса К. Форнела у прве две епизоде. Мјус Вотсон (као Мајк Френкс) појавио се у четвртој епизоди. Ралф Вајт (као Гибсов отац Џексон) и Роберт Вагнер (као Тонијев отац Ентони Динозо старији) такође су потврђени да се врате. Дајен Нил понавља своју улогу посебне егенткиња ИСОС-а Ебигејл Борин у шестој епизоди „Нафта и вода“. Друга епизода укључује лик по имену Сара Портер коју игра Лесли Хоуп која је нова секретарка морнарице док је Марго Харшмен добила могућу епизодну улогу девојке Тимотија Мекгија Дилајле Филдинг. Трећа епизода представља посебну агенткињу МЗИС-а у пензији Веру Стрикланд (Рома Мафија) која Гибса познаје дуги низ година.
Дана 13. августа 2013. објављена је „интелација“ о новом женском лику по имену Бишоп, а снимање је заказано за средину октобра. Бишопова је описана као „двадесетогодишња жена бистра, образована, атлетска, привлачна, свежег лица, усредсређена и помало друштвено неспретна. Она има тајанствену мешавину аналитичког сјаја, жестоке одлучности и уверења. Много је путовала, али се осећа удобно само код куће." Емили Викершом је изабрана за улогу овог лика по имену аналитичарка СДБ-а Ели Бишоп. Викершомова је унапређена у главну поставу две недеље пре свог дебитантског наступа. Њено прво појављивање је у деветој епизоди „Провера храбрости“.
Скот Бакула је разматран за неоткривену епизодну улогу ове сезоне. Касније је добио улогу Двејна Прајда у серији Морнарички истражитељи: Нови Орлеанс.